# Boris Nikolajewitsch Polewoi

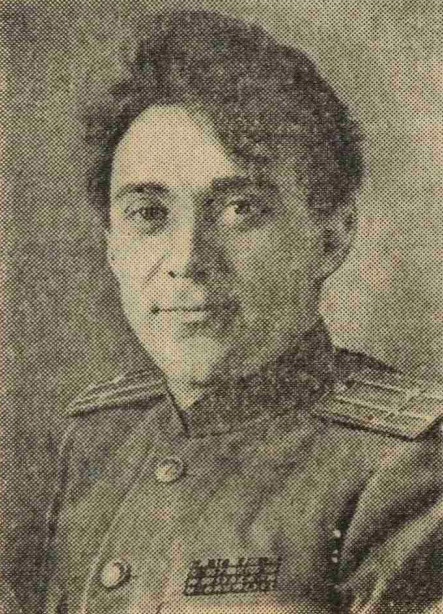
Boris N. Polewoi

Boris Nikolajewitsch Polewoi (russisch Борис Николаевич Полевой, wiss. Transliteration Boris Nikolaevič Polevoj; * 4. Märzjul. / 17. März 1908greg. in Moskau; † 12. Juli 1981 ebenda; eigentlich Борис Николаевич Кампов/Boris Nikolajewitsch Kampow) war ein sowjetischer Schriftsteller und Journalist.

## Leben
Der Sohn des Juristen Nikolai Petrowitsch Kampow und der Ärztin Lydia Wassiljewna Kampowa wuchs in Twer, 170 km nordwestlich von Moskau auf. Ursprünglich arbeitete er als Techniker in einer Textilfabrik. Beeinflusst von Maxim Gorki wurde er jedoch Journalist. Seine ersten Artikel und Aufsätze unterzeichnete er mit "Boris Polewoi". Der Nachname ist von Pole (поле, russisch für „Feld“) abgeleitet und geht auf das lateinische Campus bzw. "Feld" zurück. Als Journalist bereiste er zunächst Westeuropa, China und die USA, bis er im Zweiten Weltkrieg Frontberichterstatter der Prawda wurde. Ab 1954 gehörte er dem Präsidium des sowjetischen Schriftstellerverbandes an. 1962 wurde er Chefredakteur der Moskauer Literaturzeitschrift Junost (russisch Ю́ность). 
Sein literarisches Werk handelt überwiegend vom Heroismus der Sowjetmenschen im Krieg und deren patriotischen Aufbauleistungen nach dem Krieg. Die zum Teil pathetischen Industrieromane setzen sich auch mit dem stalinistischen System auseinander. In seinem bekanntesten Werk, der Erzählung Der wahre Mensch (Повесть о настоящем человеке/Powest o nastojaschtschem tscheloweke) erzählt er die Lebensgeschichte des Alexei Petrowitsch Maressjew. Das Buch wurde 1948 unter demselben Titel verfilmt (Regie: Aleksandr Stolper). Auf der Grundlage des Buches komponierte Sergei Prokofjew die Oper Die Geschichte vom wahren Menschen.
Von zeitgeschichtlicher Bedeutung sind Polewois Tagebücher aus dem Zweiten Weltkrieg und zu den Nürnberger Prozessen.

## Werke
- Der Querkopf, 1940
  - dt. Titel: Der Querkopf. Kultur und Fortschritt, Berlin 1956
- Erzählung vom wahren Menschen, 1947
  - dt. Titel: Der wahre Mensch. Aus dem Russischen von Oswald Tornberg. Volk und Welt, Berlin 1975
- Die Heimkehr, 1949
- Gold, 1950
  - Gold. Roman. Deutsch von Marga Bork.  Kultur und Fortschritt, Berlin 1953
- Zeitgenossen, 1952
- Frontlinie Eisenstraße. Erzählungen. Kultur und Fortschritt, Berlin 1954
- Tiefes Hinterland, 1958
  - Tiefes Hinterland. Mit einem Nachwort von Stefan Heym. Kultur und Fortschritt, Berlin 1961
- Unser Lenin, 1961
- Am wilden Ufer, 1962
  - Am wilden Ufer. Roman. Deutsch von Liselotte Remané. Kultur und Fortschritt, Berlin 1964
- Doktor Vera, 1966
  - Doktor Vera. Roman. Aus dem Russischen von Arno Specht. Kultur und Fortschritt, Berlin 1968

### Nach 1970 neu aufgelegte Titel
- Nürnberger Tagebuch, Berlin: Volk und Welt/Kultur und Fortschritt 1971
- Befreiung, Frankfurt am Main: Röderberg 1975
- Berlin 896 km. Aufzeichnungen eines Frontkorrespondenten, Berlin: Volk und Welt 1975
- Gold, Berlin: Volk und Welt 1977 (6. Auflage)
- Anjuta. Aus dem Russischen von Helga Gutsche. Volk und Welt, Berlin 1978
- Doktor Vera, Berlin: Neues Leben 1981
- Die Reportagen meines Lebens. Erinnerungen. Aus dem Russischen von Corinna und Gottfried Wojtek. Volk und Welt, Berlin 1981
- Der wahre Mensch. Aus dem Russischen von Oswald Tornberg und Gottfried Wojtek. Volk und Welt, Berlin 1975